# Robert Henry Dicke
Robert Henry Dicke (Saint Louis, Missouri, 6 de maig de 1916 - 4 de març de 1997, Princeton, Nova Jersey) fou un físic experimental estatunidenc, que va fer importants contribucions en astrofísica, física atòmica, cosmologia i gravitació.

## Biografia
Dicke va acabar la seva llicenciatura a la Universitat de Princeton i el seu doctorat, el 1939, a la Universitat de Rochester en física nuclear.
Durant la Segona Guerra Mundial va treballar al laboratori de radiació de l'Institut Tecnològic de Massachusetts on es va implicar en el desenvolupament del radar i disseny el radiòmetre de Dicke, un radiòmetre de microones. Ell ho va fer servir per determinar un límit en la temperatura de la radiació de Radiació còsmica de fons, des de la teulada del laboratori de recerca, de menys de 20 kèlvins.
El 1961 va desenvolupar, juntament amb Carl Brans, la teoria de Brans-Dicke, una variant de la relativitat general d'Einstein que postulava una variació de la constant de gravitació universal en funció del temps. La teoria va ser refutada a la fi dels anys 1970, ja que les observacions no concordaven amb les prediccions de la teoria.